# Jaroslav Plašil
Jaroslav Plašil (fil), född den 5 januari 1982 i Opočno, är en tjeckisk före detta fotbollsspelare som mellan 2009 och 2019 spelade i den franska klubben Bordeaux.

## Klubbkarriär
Plašil inledde sin professionella karriär i Hradec Králové 1998 men flyttade 2000 till AS Monaco där han stannade tills 2007. 2003 spelade han dock 14 matcher för Ligue 2-laget Créteil som han lånades ut till i sex månader.
2003 kom det stora genombrottet, och år 2004 blev han en regelbunden spelare i startelvan då Jérôme Rothen hade bytt lag. 2005 fick han konkurrens av Olivier Kapo men fortsatte ändå som ordinarie i startelvan. Han köptes av spanska CA Osasuna 2007.

## Landslagskarriär
Plašil spelade för Tjeckien i EM 2004, VM 2006 och EM 2008. Han tog en alltmer given plats i landslaget efter att Karel Poborský, Pavel Nedvěd samt Jan Koller slutade.